# Jason Soares de Albergaria
Jason Soares de Albergaria (Raul Soares, 24 de novembro de 1912 - 24 de setembro de 2002) foi bacharel em Direito e político brasileiro do estado de Minas Gerais.
Cursou Direito na Universidade Federal de Minas Gerais, onde se tornou bacharel em 1935. No ano seguinte foi nomeado Promotor de Justiça na comarca de Caratinga, na ocasião uma das maiores comarcas do Estado abrangendo vários termos, permanecendo até 1946.
Em 1946, se candidatou a Deputado Estadual pelo Partido Democrata Cristão, sendo eleito como único representante desta agremiação política. Atuou como deputado estadual em Minas Gerais na 1ª Legislatura (1947 - 1951), substituindo o deputado João Nascimento Godoi, que perdeu o mandato em 19/05/1947.
Em 1950, retorna ao exercício do cargo de Promotor de Justiça. Atuou na comarca de Juiz de Fora, onde permaneceu alguns meses, tendo sido removido para o cargo de curador de menores da comarca de Belo Horizonte.
Foi promovido ao cargo de Sub-procurador de Justiça, transformado posteriormente em Procurador de Justiça. Por convocação do então Secretário de Justiça Rondon Pacheco, exerceu o cargo em comissão de Diretor do Departamento Social do Menor, quando então extingue o “Alfredo Pinto” - depósito de adolescentes infratores, criando em seu lugar uma instituição de amparo e recuperação dos mesmos.

É pai de Jason Soares de Albergaria Filho, ex-Procurador Geral do Estado de Minas Gerais (1981-1987).